# WTA de Seul
O WTA de Seul – ou Korea Open, atualmente – é um torneio de tênis profissional feminino, de nível WTA 500.
Realizado em Seul, capital da Coreia do Sul, estreou em 2004. Os jogos são disputados em quadras duras durante o mês de outubro.

## Finais

### Simples
| Ano                                                                | Campeã                      | Vice-campeã              | Resultado      |
| ------------------------------------------------------------------ | --------------------------- | ------------------------ | -------------- |
| 2024                                                               | Beatriz Haddad Maia         | Daria Kasatkina          | 1–6, 6–4, 6–1  |
| 2023                                                               | Jessica Pegula              | Yuan Yue                 | 6–2, 6–3       |
| 2022                                                               | Ekaterina Alexandrova       | Jeļena Ostapenko         | 7–64, 6–0      |
| Torneio não realizado em 2021 e 2020 devido à pandemia de COVID-19 |                             |                          |                |
| 2019                                                               | Karolína Muchová            | Magda Linette            | 6–1, 6–1       |
| 2018                                                               | Kiki Bertens                | Ajla Tomljanović         | 7–62, 4–6, 6–2 |
| 2017                                                               | Jelena Ostapenko            | Beatriz Haddad Maia      | 56–7, 6–1, 6–4 |
| 2016                                                               | Lara Arruabarrena           | Monica Niculescu         | 6–0, 2–6, 6–0  |
| 2015                                                               | Irina-Camelia Begu          | Aliaksandra Sasnovich    | 6–3, 6–1       |
| 2014                                                               | Karolína Plíšková           | Varvara Lepchenko        | 6–3, 56–7, 6–2 |
| 2013                                                               | Agnieszka Radwańska         | Anastasia Pavlyuchenkova | 66–7, 6–3, 6–4 |
| 2012                                                               | Caroline Wozniacki          | Kaia Kanepi              | 6–1, 6–0       |
| 2011                                                               | María José Martínez Sánchez | Galina Voskoboeva        | 7–60, 7–62     |
| 2010                                                               | Alisa Kleybanova            | Klára Zakopalová         | 6–1, 6–3       |
| 2009                                                               | Kimiko Date Krumm           | Anabel Medina Garrigues  | 6–3, 6–3       |
| 2008                                                               | Maria Kirilenko             | Samantha Stosur          | 2–6, 6–1, 6–4  |
| 2007                                                               | Venus Williams              | Maria Kirilenko          | 6–3, 1–6, 6–4  |
| 2006                                                               | Eleni Daniilidou            | Ai Sugiyama              | 6–3, 2–6, 7–63 |
| 2005                                                               | Nicole Vaidišová            | Jelena Janković          | 7–5, 6–3       |
| 2004                                                               | Maria Sharapova             | Marta Domachowska        | 6–1, 6–1       |

### Duplas
| Ano                                                                | Campeãs                                     | Vice-campeãs                        | Resultado         |
| ------------------------------------------------------------------ | ------------------------------------------- | ----------------------------------- | ----------------- |
| 2024                                                               | Nicole Melichar-Martinez Liudmila Samsonova | Miyu Kato Zhang Shuai               | 6–1, 6–0          |
| 2023                                                               | Marie Bouzková Bethanie Mattek-Sands        | Luksika Kumkhum Peangtarn Plipuech  | 6–2, 6–1          |
| 2022                                                               | Kristina Mladenovic Yanina Wickmayer        | Asia Muhammad Sabrina Santamaria    | 6–3, 6–2          |
| Torneio não realizado em 2021 e 2020 devido à pandemia de COVID-19 |                                             |                                     |                   |
| 2019                                                               | Lara Arruabarrena Tatjana Maria             | Hayley Carter Luisa Stefani         | 7–67, 3–6, [10–7] |
| 2018                                                               | Choi Ji-hee Han Na-lae                      | Hsieh Shu-ying Hsieh Su-wei         | 6–3, 6–2          |
| 2017                                                               | Kiki Bertens Johanna Larsson                | Luksika Kumkhum Peangtarn Plipuech  | 6–4, 6–1          |
| 2016                                                               | Kirsten Flipkens Johanna Larsson            | Akiko Omae Peangtarn Plipuech       | 6–2, 6–3          |
| 2015                                                               | Lara Arruabarrena Andreja Klepač            | Kiki Bertens Johanna Larsson        | 2–6, 6–3, [10–6]  |
| 2014                                                               | Lara Arruabarrena Irina-Camelia Begu        | Mona Barthel Mandy Minella          | 6–3, 6–3          |
| 2013                                                               | Chan Chin-wei Xu Yifan                      | Raquel Kops-Jones Abigail Spears    | 7–5, 6–3          |
| 2012                                                               | Raquel Kops-Jones Abigail Spears            | Akgul Amanmuradova Vania King       | 2–6, 6–2, [10–8]  |
| 2011                                                               | Natalie Grandin Vladimíra Uhlířová          | Vera Dushevina Galina Voskoboeva    | 7–65, 6–4         |
| 2010                                                               | Julia Görges Polona Hercog                  | Natalie Grandin Vladimíra Uhlířová  | 6–3, 6–4          |
| 2009                                                               | Chan Yung-jan Abigail Spears                | Carly Gullickson Nicole Kriz        | 6–3, 6–4          |
| 2008                                                               | Chuang Chia-jung Hsieh Su-wei               | Vera Dushevina Maria Kirilenko      | 6–3, 6–0          |
| 2007                                                               | Chuang Chia-jung Hsieh Su-wei               | Eleni Daniilidou Jasmin Wöhr        | 6–2, 6–2          |
| 2006                                                               | Virginia Ruano Pascual Paola Suárez         | Chuang Chia-jung Mariana Díaz-Oliva | 6–2, 6–3          |
| 2005                                                               | Chan Yung-jan Chuang Chia-jung              | Jill Craybas Natalie Grandin        | 6–2, 6–4          |
| 2004                                                               | Jeon Mi-ra Cho Yoon-jeong                   | Chuang Chia-jung Hsieh Su-wei       | 6–3, 1–6, 7–5     |